# Perruche de Geoffroy
Geoffroyus geoffroyi
Espèce
Statut de conservation UICN

 LC  : Préoccupation mineure
Statut CITES
La Perruche de Geoffroy (Geoffroyus geoffroyi) est une espèce d'oiseaux appartenant à la famille des Psittaculidae.
Son nom est dédié à Étienne Geoffroy Saint-Hilaire (1772-1844).

## Description
Cet oiseau mesure environ 21 cm de long. Il présente un net dimorphisme sexuel.
Le mâle a le front, les joues et le bas du dos rouge vif, la calotte, la nuque et les zones périauriculaires violacées, la mandibule noire et la maxille rouge orangé.
La femelle a la tête gris mat et le bec noir.

## Répartition et sous-espèces
Selon la classification de référence du Congrès ornithologique international (15.1, 2025) elle se répartit en quinze sous-espèces :
- G. g. cyanicollis (Müller, 1841) — Moluques : Morotai, Halmahera et Bacan ;
- G. g. obiensis (Finsch, 1868) — Moluques : îles Obi ;
- G. g. rhodops (Schlegel, 1864) — Moluques : Buru et Céram ;
- G. g. keyensis Finsch, 1868 — îles Kai ;
- G. g. floresianus Salvadori, 1891 — de Lombok à Florès et Sumba ;
- G. g. geoffroyi (Bechstein, 1811) — Timor, Semau et Wetar ;
- G. g. timorlaoensis Meyer, 1884 — îles Tanimbar ;
- G. g. pucherani Souancé, 1856 — îles Raja Ampat et péninsule de Doberai ;
- G. g. minor Neumann, 1922 — nord de la Nouvelle-Guinée ;
- G. g. jobiensis (Meyer, 1874) — Yapen et Meos Num ;
- G. g. mysorensis (Meyer, 1874) — Biak et Numfor ;
- G. g. sudestiensis De Vis, 1890 — Louisiades : Misima et Tagula ;
- G. g. cyanicarpus Hartert, 1899 — Louisiades : Rossel ;
- G. g. aruensis (Gray, GR, 1858) — îles Aru, sud/est de la Nouvelle-Guinée et îles d'Entrecasteaux ;
- G. g. maclennani (MacGillivray, 1913) — péninsule du cap York.

Certaines d'entre elles ont les épaules rouges, d'autres le croupion amarante, d'autres encore arborent un léger collier bleu ciel.